# Гамза Гюрелер
Гамза Гюрелер (тур. Hamza Güreler, нар. 10 квітня 2006, Байрампаша, Туреччина) — турецький футболіст, центральний захисник клубу «Істанбул Башакшехір».

## Ігрова кар'єра

### Клубна
Гамза Гюрелер є вихованцем стамбульських клубів «Бешикташ» та «Істанбул Башакшехір». В жовтні 2023 року футболіст підписав свій перший професійний контракт з «Істанбул ББ».
Першу гру на дорослому рівні Гюрелер провів 28 січня 2024 року, коли вийшов на заміну в кінці поєдинку чемпіонату країни проти «Коньяспора».

### Збірна
З вересня 2024 року Гамза Гюрелер виступає в складі молодіжної збірної Туреччини.